# Bäckerplatz (Niedergrunstedt)

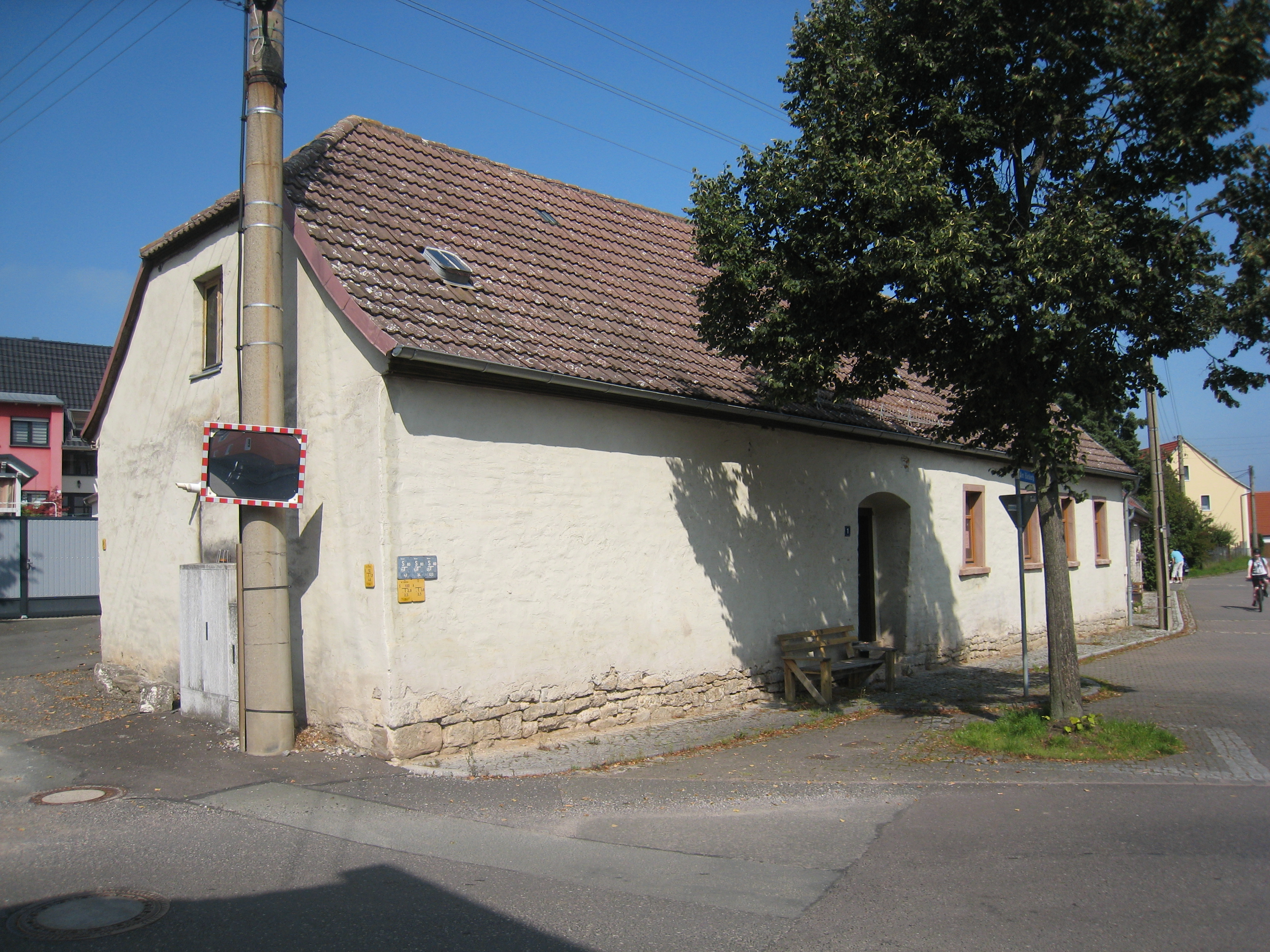
Ehemaliges Backhaus in Niedergrunstedt

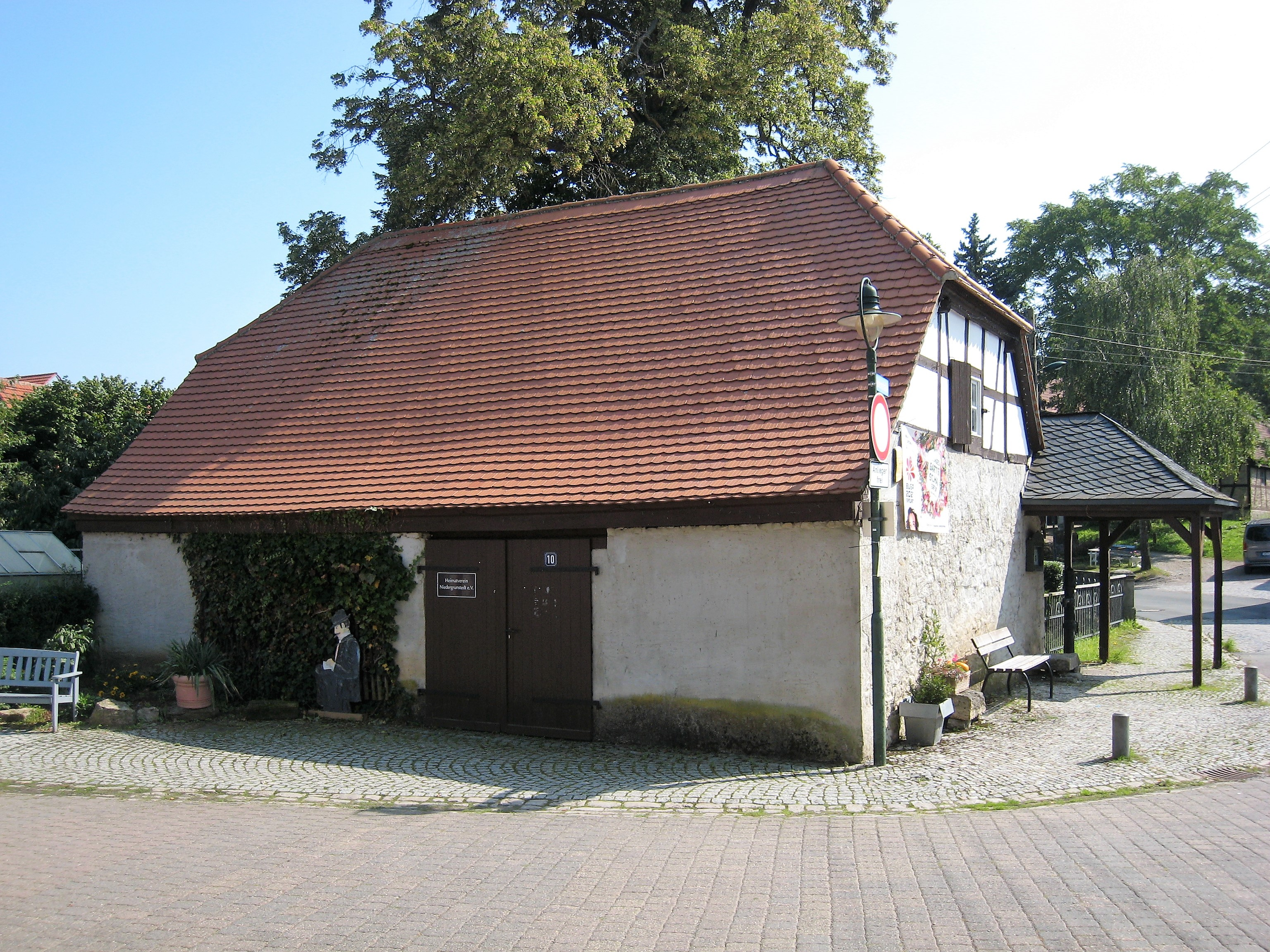
Ehemaliges Brauhaus in Niedergrunstedt

Der Platz  Am Bäckerplatz im Weimarer Ortsteil Niedergrunstedt wurde nach einer ehemaligen Bäckerei benannt. Das namensgebende Backhaus ist erhalten und liegt mitten im alten Dorfkern. Chronikalische Überlieferungen sind nicht erhalten oder angelegt worden. Backbetrieb war bis 1970. Danach diente das Backhaus Wohnzwecken. Das eingeschossige Gebäude besitzt ein Walmdach. Auch die im sichtbaren Fachwerk errichtete Brauerei hat ein Walmdach. 
Der Platz steht auf der Liste der Kulturdenkmale in Weimar (Ortsteile) bzw. der Liste der Kulturdenkmale in Niedergrunstedt aufgeführt. Darin sind neben dem ehemaligen Backhaus (Am Bäckerplatz 1) die Brauerei (Am Bäckerplatz 10 und ein Keller unter einer Scheune (Am Bäckerplatz 6) aufgeführt. 
Siehe: Stierenbach